# Khao jee pâté
Le khao jee pâté ou khao gee pate (lao : ເຂົ້າຈີ່ປາເຕ), est un sandwich laotien à base de baguette, similaire au bánh mì du Viêt Nam. C'est un plat courant de la cuisine de rue laotienne que l'on retrouve dans tout le pays,. La baguette, ou pain français, a été introduite au Laos lorsque le pays était sous la tutelle française.

## Étymologie
En lao, le mot khao désigne une préparation à base de céréales, le plus souvent du riz gluant. Le mot jee signifie que le riz est rôti ou cuit au four. Khao jee est donc une expression qui peut être utilisée pour désigner le pain, mais khao jee peut aussi désigner une ancienne méthode de cuisson consistant à faire griller du riz gluant sur un bâton au-dessus d'un feu.

## Préparation
Le sandwich est fabriqué en fendant la baguette dans le sens de la longueur et en la tartinant d'une épaisse couche de pâté de foie de porc, farci de porc ou de saucisse laotienne, de papaye en tranches, de carottes, d'échalotes ou d'oignon, de concombre, de coriandre, de rousong et parfois  de jeow bong, de sauce chili ou de mayonnaise.
Le pain est souvent toasté.

## Galerie

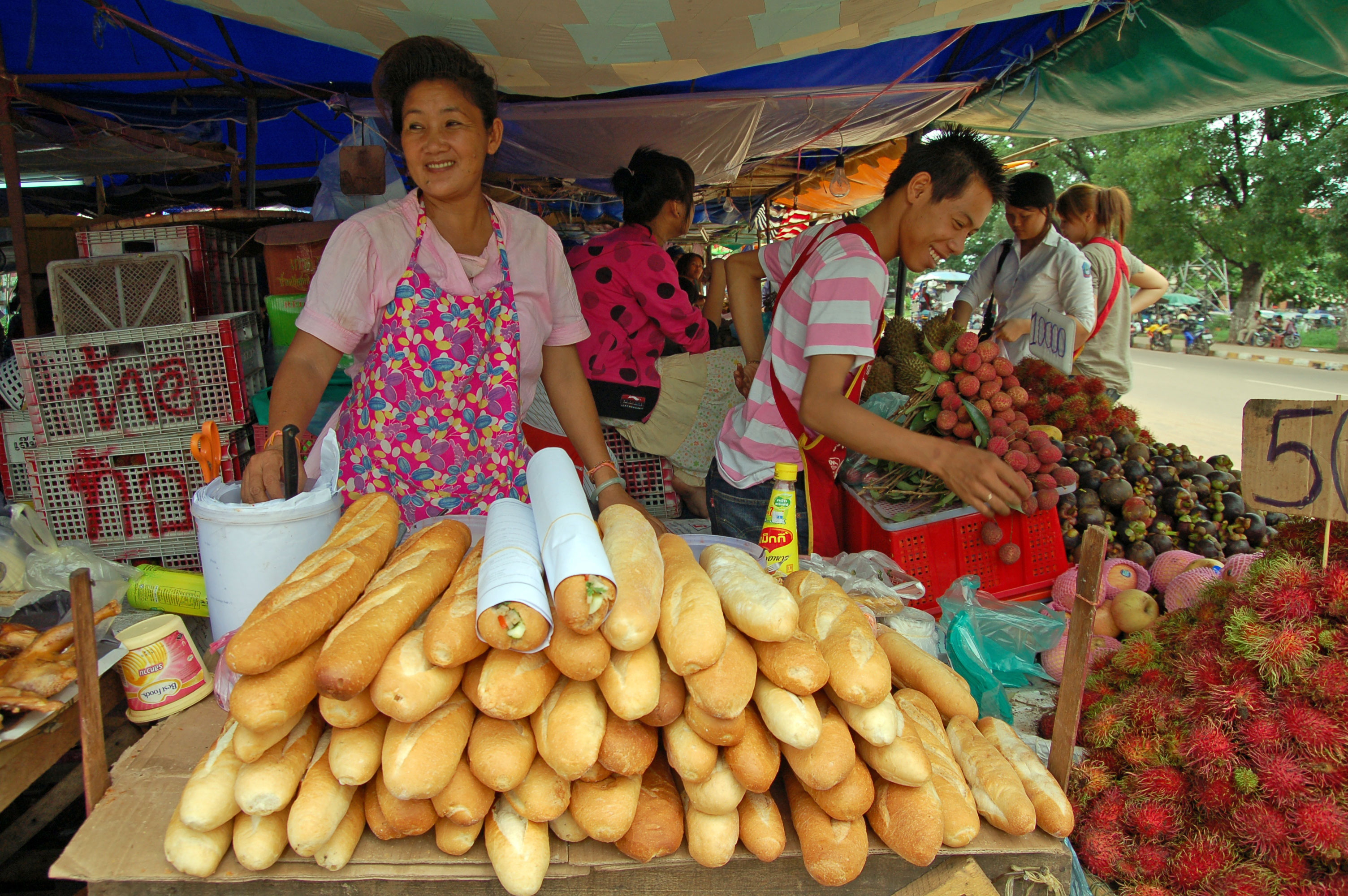
Vendeurs de rue (Laos).